# Krimtatariska
Krimtatariska, eller krimturkiska, (Qırımtatar tili, Qırımtatarca, Qırım Türkçesi, Qırım tili, Qırımca) är ett turkspråk av den nordvästliga undergruppen (men räknas till följd av påverkan ibland till den sydvästliga gruppen), med omkring 100 000 talare, krimtatarer, av vilka nästan hälften bor i Uzbekistan, nästan lika många på Krimhalvön i Svarta havet, samt ytterligare på andra platser i forna Sovjetunionen (främst Centralasien och Sibirien), samt i Turkiet, Rumänien och Bulgarien.
Formandet av krimtatariska började med de första turkiska inflyttningarna på Krim. Då islam spreds till halvön infördes ett arabiskt alfabet som närmare liknade det persiska. Officiella skriftspråk i Krimkhanatet var dock tjagataiska och osmanska. 
Språket anses vara utdöende och det delas i tre huvuddialekter. Språket undervisas i skolor men många slutar använda det senare i livet.
År 2017, efter Rysslands annektering av Krim stiftades det en lag som definierar krimtatariska som ett skyddat språk. Enligt språkaktivister har ukrainskas och krimtatariskas status på Krim blivit hotad på ryskas bekostnad fast alla tre är likvärdiga framför lagen.

## Fonologi

### Konsonanter
|             | Labial | Alveolar | Postalveolar | Velar  | Uvular |
| ----------- | ------ | -------- | ------------ | ------ | ------ |
| Nasal       | m      | n        |              | ŋ      |        |
| Klusil      | p \| b | t \| d   | ʧ \| ʤ       | k \| g | q      |
| Frikativ    | f \| v | s \| z   | ʃ \| ʒ       | x \| ɣ |        |
| Tremulant   |        | r        |              |        |        |
| Lateral     |        | l        |              |        |        |
| Approximant | w      |          | j            |        |        |

Källa:

### Vokaler
|            | Främre | Central    | Bakre      |
| ---------- | ------ | ---------- | ---------- |
| Sluten     | i \| y | ɨ ~ ɯ \| u | ɨ ~ ɯ \| u |
| Halvsluten | e \| ø |            | o          |
| Halvöppen  |        | æ ~ ɑ      |            |
| Öppen      |        | æ ~ ɑ      |            |

Källa:

## Skrift
Krimtatariska kan skrivs med latinska, kyrilliska eller arabiska alfabetet.

## Lexikon
Räkneord 1-10 på krimtatariska:
| 1   | 2   | 3  | 4    | 5   | 6    | 7    | 8     | 9     | 10 |
| --- | --- | -- | ---- | --- | ---- | ---- | ----- | ----- | -- |
| bir | eki | üç | dört | beş | altı | yedi | sekiz | doquz | on |